# Araneus lineaacutus
Araneus lineaacutus är en spindelart som först beskrevs av Arthur Urquhart 1887.  Araneus lineaacutus ingår i släktet Araneus och familjen hjulspindlar. Inga underarter finns listade i Catalogue of Life.